# Acletta

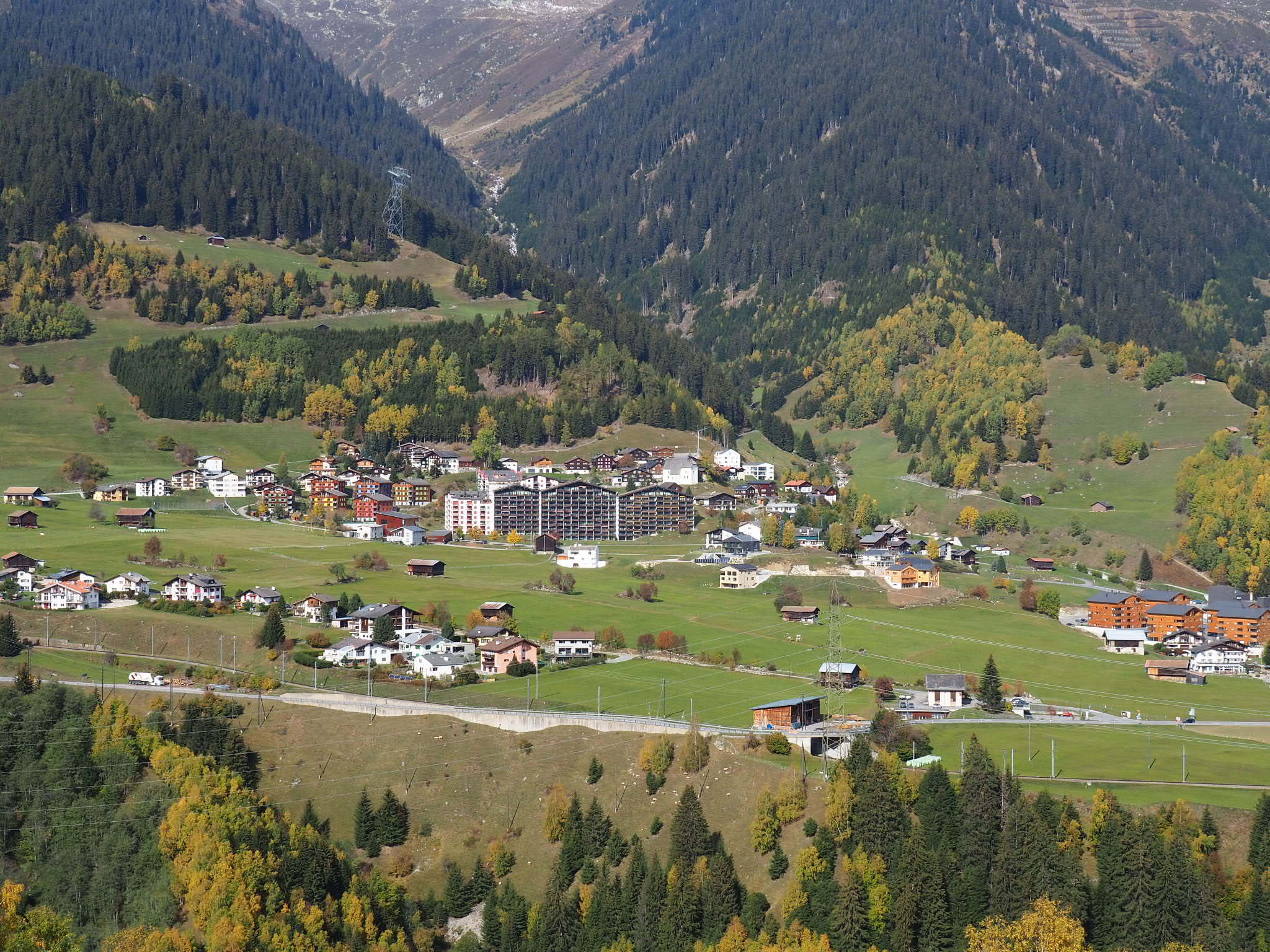
Disentis Acletta

Acletta, auch Aclętta, ist ein Weiler in der Gemeinde Disentis/Mustér im Kanton Graubünden. 
Acletta gilt als eine Verkleinerungsform von Acla und bedeutet «kleines Gut». Der Weiler liegt hoch über dem Tal und über Disentis (ca. 2 km entfernt) auf einer Höhe von circa 1500 m ü. M.
Überregional bekannt ist die 1635 erbaute und 1670 vergrösserte Kapelle Maria Immaculata Acletta mit einem Altarbild des Mailänder Meisters Carlo Francesco Nuvolone.